# Erpeldange (Bous)
Erpeldange (en luxemburguès: Ierpeldeng ; en alemany: Erpeldingen) és una vila de la comuna de Bous situada al districte de Grevenmacher del cantó de Remich. Està a uns 16 km de distància de la ciutat de Luxemburg.